# Mørkerød amarant
Mørkerød amarant (latin: Lagonosticta rubricata) er en fugleart, der lever i subsaharisk Afrika.